# ظفار (محافظة)
محافظة ظفار هي واحدة من المحافظات الإحدى عشر المكونة لسلطنة عمان. تقع في أقصى جنوب سلطنة عمان وتبعد مدينة صلالة عاصمة المحافظة عن عاصمة السلطنة مسقط بنحو 1000 كيلومتر، يحدها من الشمال الشرقي محافظة الوسطى، وتتصل من الجنوب الشرقي والجنوب ببحر العرب، ومن الغرب والجنوب الغربي بالحدود مع الجمهورية اليمنية ومن الشمال والشمال الغربي بصحراء الربع الخالي، تبلغ مساحتها حوالي 99,300 كيلومتر مربع أو ما يعادل ثلث مساحة سلطنة عمان، ويبلغ عدد سكان محافظة ظفار بنسبة 12% من إجمالي عدد سكان السلطنة ، حيث يقدر عدد سكانها 590,000 في يوليو 2024.[بحاجة لمصدر]
تكتسب محافظة ظفار أهمية تاريخية ومكانة خاصة في التاريخ العماني الحديث والقديم على السواء، كانت أرض اللبان والبخور في الجزيرة العربية وبوابة عمان على المحيط الهندي ومعبر القوافل في جنوب شبه الجزيرة العربية، وانطلاقة عمان إلى التقدم والتطور والازدهار في ظل النهضة العمانية الحديثة.
تضم محافظة ظفار (10) ولايات هي ولاية صلالة، وطاقة، ومرباط، ورخيوت، وثمريت، وضلكوت، والمزيونة، ومقشن وشليم وجزر الحلانيات، وسدح ومركز المحافظة ولاية صلالة. ويبلغ عدد سكانها (457,764) نسمة وفقاً لنتائج التعداد العام للسكان والمساكن والمنشآت لعام 2019.
تشتهر محافظة ظفار بطقسها الموسمي الذي يعرف محلياً (بالخريف) إذ تكسوها الخضرة ويلف الضباب الأبيض هضابها، كما يهطل الرذاذ الخفيف يلطف الجو، ويقصدها العديد من الزائرين خصوصاً من داخل عُمان والدول الجوار، وتضم تنوعاً طبيعياً مميزاً حيث تمتزج السواحل بالجبال والصحراء في تناغم رائع، فتبدو الجبال على شكل هلال خصيب، والتي تبلغ في أقصى ارتفاعاتها 1,500 متر، تنحدر بعد ذلك بسهل منبسط يعانق بدوره شواطئ رملية تمتد لمئات الكيلومترات.

## التاريخ
تسمى أيضًا أرض اللبان، وقد عرفت قديماً (بلاد بونت، ساكلن، أوفير ، مهرة). تكتسب محافظة ظفار أهمية تاريخية في التاريخ العماني، حيث اشتهرت قديما بتصدير اللبان لحضارات العالم القديم، كالحضارة الفرعونية والاشورية والفارسية والرومانية والإغريقية وتعتبر بوابة عمان الضخمة على المحيط الهندي وحلقة الوصل بينها وبين ساحل شرقي أفريقيا. ومعبر القوافل في جنوب شبه الجزيرة العربية وقد ذُكرت ظفار في العديد من الروايات وكذلك ذُكرت في حديث روي عن عائشة بنت أبي بكر الصديق.[بحاجة لمصدر]
تشتهر محافظة ظفار بإنتاج اللبان الذي تنمو أشجاره بغزاره في واحة حوجر وانظور بجبل سمحان وفي وادي عدونب وسدح وهانون وحاسك والذي مهدت تجارته لترسيخ علاقة المنطقة بحضارات العالم القديم قبل حوالي 8 آلاف سنة، حيث تم تصديره إلى بلاد ما بين النهرين والهند ومصر واليونان وفارس وروما القديمة من ميناء سمهرم وعبر طرق القوافل البرية. كما يوجد فيها العديد من الآثار التاريخية والاكتشافات الأثرية الهامة كالبليد ومدينة شصر وسمهرم والأحقاف، ويعود تاريخ أغلب هذه الاكتشافات للألف الثالث قبل الميلاد.[بحاجة لمصدر]
تشمل التسميات القديمة لظفار ساكلن، وبونت، وأوبار، وعفار، وأوفير، وبلاد الشحر، وريدان وبلاد مهرة.[بحاجة لمصدر] وتمثل جزءاً كبيراً من بلاد الأحقاف المذكورة في القرآن الكريم في قصة قوم عاد وهود. كما ذُكرت في النقوش الفرعونية في معبد أبوصير البحري ورسم لوحة جدارية لرحلة اسطول الملكة حتشبسوت الفرعونية إلى ظفار. وكانت تسمى أيضاً بالبلاد السعيدة تاريخياً. وتعتبر تاريخيا المصدر الرئيسي لشجرة اللبان.[بحاجة لمصدر]
أسلم أهل ظفار طوعاً في عهد النبي محمد، وقدم وفد أهل ظفار والشحر بزعامة زهير بن قرضم المهري ومن أهل ظفار الصحابي الجليل مهري بن الأبيض المهري وإسمه عبد الله بن الأبيض المهري ومن أهل ظفار التابعي عبد الرحمن بن شماسة المهري وشقيقه تبلة بن شماسة المهري والقائدان برج بن عسكل المهري وتميم بن فرع المهري اللذان قادا الجيش الإسلامي لفتح الإسكندرية في مصر. وارتبطت ظفار وحضرموت بدول الخلافة الإسلامية، وفي القرن السادس الهجري حكم ظفار محمد بن أحمد بن منجوه وهم من أهل حضرموت ومنهم السلطان الأكحل محمد بن أحمد المنجوي، وفي القرن السابع الهجري حكم الحبوظيون ظفار ومنهم سالم بن إدريس الحبوظي وهم أيضا من أهل حضرموت وغزا الحبوظي حضرموت واستولى على بعض مدنها وانتهى حكمه على يد الدولة الرسولية سنة 678 هـ، وفي عهد الرسوليين زار ظفار الرحالة ابن بطوطة والرحالة الإيطالي ماركو بولو في القرن الثامن الهجري/ الرابع عشر الميلادي، وفي القرن السادس عشر الميلادي استولت الدولة الكثيرية على ظفار لكنها خضعت لحكم الدولة القاسمية اليمنية في السابع عشر الميلادي، وفي أواخر القرن التاسع عشر خضعت ظفار للحكم العماني دولة آل بوسعيد تحت حكم السلطان فيصل بن تركي البوسعيدي الذي عيٌن سليمان بن سويلم بن سالمين والياً على ظفار فكان أول والي عماني على ظفار عام 1895.[بحاجة لمصدر]

## الجغرافيا

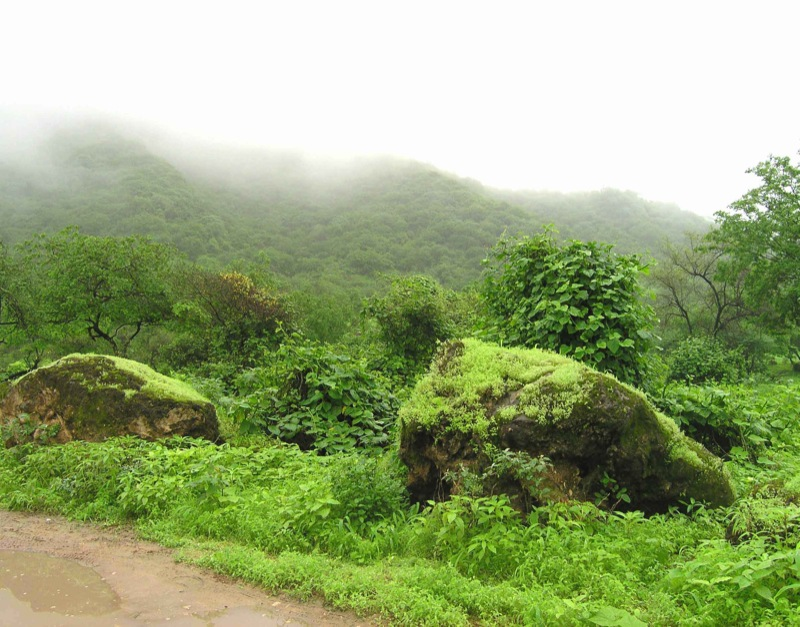
جبال ظفار بالقرب من صلالة في عمان، بعد هطول الأمطار الموسمية.

### التضاريس
تنقسم ظفار إلى ثلاث نطاقات مناخية محلية النطاق الأول هو السهل الساحلي لظفار حيث تبلغ مساحته 260 كم مربع، وهو سهل ساحلي خصب ذو مياه جوفية عذبة عالية الجودة، يمتد من منطقة ريسوت غرب مدينة صلالة إلى الأطراف الغربية لمدينة طاقة، وهذا الإقليم ذو أربعة فصول في السنة مع اعتدال في معدلات درجة الحرارة السنوية. والنطاق الثاني هو نطاق جبال ظفار وتحديدا المنطقة المتأثرة بالرياح الموسمية، تتكون جبال ظفار الأولى من جهة الشرق هي كتلة جبل سمحان والتي تحتضن ولايتي سدح ومرباط، والكتلة الثانية هي كتلة جبل القرا حيث يطل على ولايتي طاقة وصلالة والكتلة الثالثة هي كتلة جبل القمر والتي تحتضن ولايتي رخيوت وضلكوت. وبالنسبة إلى موقع وشكل جبال ظفار فإنها متصلة ممتدة من الشرق إلى الغرب في مواجهة بحر العرب، حيث يتجاور الجبل مع البحر في مناطق جبل القمر ويفصل بينهما سهل صلالة في كتلة الوسط ويعود الجبل ليجاور البحر مرة أخرى في أقصى شرق كتلة جبل سمحان، متوسط ارتفاع سلسلة جبال ظفار هو 1000 متر عن سطح البحر، ويصل ارتفاع أعلى قمة في جبل سمحان إلى 2000 متر ويصل الارتفاع في جبل القرا إلى 1000 متر وفي جبل القمر إلى 1700 متر في أقصى ارتفاع. مناخ جبال ظفار شبه موسمي معتدل الحرارة، تتأثر خلال الفترة من 21/6 إلى 21/9 بالرياح الموسمية الجنوبية القادمة من بحر العرب فتغطي السحب سماء ظفار فيتساقط الرذاذ الخفيف لمدة ثلاثة أشهر على جبال ظفار وسهول ظفار الساحلية فتكتسي الأرض بساطاً جميلاً من الخضرة وهو ما يسمى لدى أهل ظفار بموسم الخريف. والنطاق الثالث هو نطاق البادية وهو نطاق صحراوي جاف قليل المطر ويتداخل مع صحراء الربع الخالي في أقصى الشمال الغربي لظفار، وتوجد أربع ولايات في بادية ظفار وهي: ولاية ثمريت، وولاية مقشن، وولاية شليم وجزر الحلانيات وولاية المزيونة.[بحاجة لمصدر]

### الطقس المناخ
يتميز مناخ محافظة ظفار بشكل عام بالاعتدال طيلة أيام السنة إلا أنها تتأثر بالرياح الموسمية الغربية القادمة من المحيط الهندي حيث تستقبل جبالها الأمطار الموسمية المصحوبة بالسحب الكثيفة والضباب طوال أشهر الخريف التي تمتد من يونيو وحتى سبتمبر من كل عام وتصل درجة الحرارة إلى أدنى مستوياتها في فصل الشتاء عند 15 درجة مئوية.[بحاجة لمصدر]

## التقسيم الإداري
تتكون محافظة ظفار حسب التصنيف الإداري العماني الحالي من 10 ولايات هي:[بحاجة لمصدر]
- صلالة
- ثمريت
- طاقة
- مرباط
- رخيوت
- ضلكوت
- سدح
- شليم وجزر الحلانيات
- مقشن
- المزيونة

### العاصمة الإدارية
صلالة هي المدينة الرئيسية، وتقع على الساحل الجنوبي لسلطنة عمان، ويربطها بباقي أجزاء السلطنة طريق معبٌد يصلها بالعاصمة مسقط التي تبعد عنها حوالي 1040 كم. وصلالة لها تاريخ قديم ما زالت آثاره باقية حتى اليوم، وكانت تعرف قديماً باسم (البليد)، واشتهرت مدينة البليد الأثرية بأنها أحد موانئ تصدير اللبان الذي انتعشت تجارته في الفترة ما بين القرنين الثاني عشر والسادس عشر الميلادي، كما يؤكد عدد من الرحالة والجغرافيين في كتاباتهم منهم ماركو بولو وابن بطوطة. كما أكّدت الحفريات الأخيرة بالمنطقة الأهمية التاريخية لهذه المدينة من خلال ما وجد بها من أسوار، وتحصينات مائية، وأعمدة منحوتة، وأواني فخارية، حددت الفترة التاريخية التي تعود إليها. ومن المواقع التاريخية القريبة من المدينة، جبل أتين في الشمال الغربي من صلالة، حيث يوجد على قمته ما يعرف بضريح النبي أيوب، وبجانب الموقع الأثري بني مسجد حديث سمي (مسجد النبي أيوب)، وأصبح هذا المسجد من أهم المزارات الدينية في محافظة ظفار. ومن المزارات الدينية المعروفة في صلالة أيضاً (مسجد النبي عمران) في منطقة القوف، وبجانبه قبر طويل يُدعى قبر النبي عمران. وتتميز صلالة بجمال طبيعتها، فشواطئها الرملية البيضاء الخلابة تمتد لمسافات طويلة منها شاطئ القرم جنوب صلالة، وشاطئ الخندق وخور البليد في الجنوب الشرقي، وشاطئ الدهاريز. وهناك عدد من العيون والأودية على مقربة من صلالة باتجاه الجبل، تعد من أجمل الأماكن الطبيعية الترفيهية مثل عين جرزيز، وعين رزات، وعين صحنوت، وقد أنشئ بالقرب من بعض هذه العيون حدائق ومنتزهات أهمها منتزه عين حمران بولاية طاقة، ومنتزه عين رزات بصلالة، التي ينعم زوارها بمناظر العيون الجارية والخضرة الجبلية الأخاذة خاصة في فصل الصيف الذي يعرف محلياً بالخريف. ومن التقاليد الجميلة في صلالة انتشار المحلات الصغيرة (الأكشاك) على جوانب الشوارع الداخلية، وأمام المزارع، التي تتوفر بها معاصر تقدم العصائر الباردة كعصير الموز، وجوز الهند (مشلي)، وقصب السكر، والباباي، والعنب، والرمان، وغيرها.[بحاجة لمصدر]

## اللغة
بالرغم من أن العربية هي اللغة الرسمية للبلاد ويتحدث بها معظم السكان في سلطنة عمان ، إلا أنه يوجد هنالك لغات عربية جنوبية تعود إلى العصور الإسلامية الأولى، إندثرت من جميع أرجاء جنوب شبه جزيرة العرب ما عدا محافظتي الوسطى وظفار في جنوب سلطنة عمان وبعض أجزاء من شرق اليمن وجنوب السعودية.[بحاجة لمصدر]
هذه اللغات الأكثر انتشاراً هي على النحو الآتي:
1-اللغة المهرية التي يتحدث بها معظم أهالي محافظتي الوسطى وظفار في البادية من هيما حتى المزيونة ومدن الساحل مثل صلالة وحاسك والجازر والتي اشتقت منها اللغة الحرسوسية التي هي أغلب كلماتها من اللغة المهرية واللغة البطحرية. ويتحدث اللغة المهرية في سلطنة عمان ما يقارب 120 ألف من أبناء محافظتي الوسطى وظفار.[بحاجة لمصدر]
2- ثم تأتي اللغة الشحرية وهي التي يتحدث بها أغلب أهالي الشريط الجبلي في محافظة ظفار من حدبين حتى خضرفي بالاضافة إلى اللغة الهبيوتية التي اشتقت من اللغة المهرية مع وجود كلمات بها من اللغة الشحرية وتوجد هذه اللغة في جبل صرفيت على الشريط الحدودي للجانبين العماني واليمني. ويتحدث اللغة الشحرية في سلطنة عمان ما يقارب 150 ألف من أبناء محافظة ظفار.[بحاجة لمصدر]

## السياحة والمعالم
الطقس موسمي وهي أشهر مكان بدول الخليج العربي حيث يقصدها الخليجيون في شهر يوليو الشديد الحرارة بينما ظفار تعيش أحلى أوقاتها وتكسوها الخضرة ويلف الضباب الأبيض هضابها كما يهطل الرذاذ الخفيف ليلطف الجو، ولذلك يقام مهرجان صلالة السياحي خلال هذه الفترة ويمتد لمدة ثلاثة أشهر من الأمطار والغيوم والضباب المستمر بلا انقطاع.
بالإضافة إلى العيون والأودية والمزارات الدينية والحدائق والمنتزهات الطبيعية والمواقع التاريخية الأثرية. كذلك يمكن لزائر المحافظة أن يمتع ناظريه بمناظر المياه من العيون والأودية التي تزخر بها محافظة ظفار مثل: (عين رزات ووادي دربات وعين جرزيز وعين صحلنوت وعين حمران)، التي تعد من أهم عوامل الجذب السياحي بها طوال العام وذلك لتوفر المياه وأشجار الظل، تعتبر آية من الروعة والجمال تسر الناظرين وتبهج الزائرين. كما تشتهر بوجود القبور والأضرحة والمزارات الدينية مثل قبر النبي أيوب وقبر النبي عمران. ومحافظة ظفار شهيرة أيضاً بفنونها التقليدية المتميزة مثل الهبوت والبرعة والشرح والربوبة وغيرها من التي الفنون التي تعكس الحضارة والمخزون الثقافي الذي تحويه. وتشكل هذه الفنون جزءاً من العمق التاريخي والثقافي للإنسان. وتنوع التضاريس بها قد أكسبها مقومات سياحية بالغة الأهمية، فهناك الجبال التي تكسوها الخضرة والسهول الساحلية الخصبة والشواطئ الخلابة التي تمتد حتى 500 كم، إضافة إلى الكهوف التي تشكل استراحات طبيعية مثل كهف (المارنيف) وكهف (طيق) المكتشف حديثاً والذي يعد من أكبر الكهوف في العالم. ويضم الضف الشريط الجبلي لمحافظة ظفار العديد من الجبال الشاهقة الخضراء سلسلة جبال ظفار.[بحاجة لمصدر]

## الزراعة
السواحل الجنوبية لظفار مناطق خصبة تكثر فيها عيون المياه وتنزل عليها أمطار موسمية منتظمة في فصل الصيف (الخريف)، لذلك وجدت الزراعة على نطاق واسع في هذه المناطق، ومن أهم الزراعات زراعة نخيل جوز الهند أو كما تعرف محليا (النارجيل) والفواكه الاستوائية مثل الموز والفافاي، إضافة إلى الرمان وقصب السكر والبطيخ (اليح) والشمام. وكانت البلاد قديما تزرع القمح والشعير والقطن والبطاطا الحلوة (الفندال) والذرة الرفيعه (الذرة) والذرة الشامية (المهيندو) كما أن بعض الروايات تشير إلى زراعة الأرز قديما، أما شجرة اللبان فهي تنمو طبيعيا في العديد من أنحاء المحافظة، وهي شعار المحافظة.[بحاجة لمصدر]

## وصلات خارجية
- محافظة ظفار من موقع وزارة الإعلام العمانية